# Calvörde
Calvörde (anciennement écrit Calvoerde, [kalˈføːʁdə]) est une commune allemande de la province de Saxe-Anhalt ; elle fait partie de l’arrondissement de la Börde.
L'étymologie de ce nom est la même que le hameau d'Uccle, appelé Calevoorde ou Calevoet.

## Personnalités liées à la ville
- Gustav von Meyern-Hohenberg (1820-1878), dramaturge et directeur de théâtre, y est né
- Wilhelm von Bode (1845-1929), historien de l'art allemand né à Calvörde.